# Grupa Zračna pumpa-Sekstant
Grupa Zračna pumpa - Sekstant mala je grupacija u sazviježđima Hidra, Sekstant, Zračna pumpa i Lav. Općenito se smatra da je na samom rubu Mjesne skupine, a time i njezin dio. Međutim, drugi istraživači ukazuju da je to neovisna skupina, a time i grupa koja je najbliža Mjesnoj skupini. U prosjeku je udaljena približno 4,3 milijuna svjetlosnih godina od Mliječnog puta .

## Članovi
Grupu Antlia-Sextans čini pet članova. Oni su NGC 3109, Sextans A, Sextans B, Antlia Dwarf, Leo P i Antlia B. Leo A je kandidat za člana, ali vrlo malo vjerojatno.

### NGC 3109
NGC 3109 je najveći i dominantni član ove skupine, s promjerom od 25 000 svjetlosnih godina, promjerom od jedne petine do jedne četvrtine Mliječne staze. Bio je to prvi otkriveni član skupine, otkriven 1835. godine. Također je drugo najbliže Zemlji, na udaljenosti od 4,338 milijuna svjetlosnih godina. Smatralo se da je to nepravilna galaksija, ali sada se pretpostavlja da je možda zasutana spirala. Čini se da je to galaksija bez središnje jezgre. Na temelju spektroskopije plavih superdivova u NGC 3109, poznato je da galaksija ima nisku metalnost, sličnu onoj Malom Magelanovom oblaku . Jedna je od galaksija s najviše metala siromašnih u lokalnoj skupini, ako je uključena. Čini se da NGC 3109 sadrži neobično velik broj planetarnih maglica zbog svoje osvijetljenosti. Sadrži i značajnu količinu tamne tvari .
Mjerenjem neutralnog atomskog vodika u galaksiji utvrđeno je da je disk NGC 3109 iskrivljen.

### Patuljak Antlia
Patuljak Antlia najmanja je i najbliža galaksija u skupini, promjera samo 1.500 svjetlosnih godina na udaljenosti od 4.28 milijuna svjetlosnih godina. Plin u galaksiji Antlia Patuljak ima istu radijalnu brzinu kao i osnova u disku NGC 3109, što ukazuje da su se dvije galaksije blisko susrele prije otprilike milijardu godina.

### Sextans A
Sextans A ima promjer 5.000 svjetlosnih godina i kvadratnog je oblika i sadrži brojne nakupine zvijezda, smještene na udaljenosti od oko 4,31 milijuna svjetlosnih godina. Sextans A ima neobičan kvadratni oblik. Masivne kratkotrajne zvijezde eksplodirale su u supernovima što je uzrokovalo više formiranja zvijezda, što je pokrenulo još više supernova, što je u konačnici rezultiralo širenjem ljuske. Mlade plave zvijezde sada ističu područja i rubove ljuske visoko u trenutnom stvaranju zvijezda, što se iz perspektive promatrača na Zemlji čini otprilike kvadratno.  Teleskop Gran Telescopio Canarias od 10,4 metra nedavno je primijetio zvijezde tipa OB koje pokreću divovske regije HII. Sextans A stvorili su par s najudaljenijom galaksijom u grupi, Sextans B.

### Sextans B
Sextans B je druga po veličini galaksija u skupini, s promjerom od 6000 svjetlosnih godina. Sextans B je najudaljeniji od Zemlje u grupi, udaljen je 4,44 milijuna svjetlosnih godina. Sextans B ima jednoliku zvjezdanu populaciju, ali međuzvjezdani medij u njemu može biti nehomogen. Njegova se masa procjenjuje na oko 2 × 10 8 puta veću masu Sunca, od čega je 5,5 × 10 7 u obliku atomskog vodika.  Čini se da je stvaranje zvijezda u galaksiji teklo u različitim razdobljima slabog intenziteta, odvojenim kraćim razdobljima bez aktivnosti.  Postojanje varijabli Cefeida u galaksiji implicira da Sextans B sadrži barem neke mlade zvijezde. Populacija i za Sekstant B je vrlo niska, s vrijednošću od približno Z = 0.001.  Sextans B povlači se s Mliječne staze brzinom od približno 300 kilometres per second (190 mi / s),  i vjerojatno leži tik izvan ruba Mjesne skupine, pa tako i njezin susjed Sextans A.
Pet planetarnih maglica identificirano je u Sextansu B, jednoj od najmanjih galaksija u kojoj su primijećene planetarne maglice. Oni se čine točkasti i mogu se prepoznati po njihovim spektralnim emisijskim linijama. Sadrži i masivni kuglasti skup .

### Leo P.
Leo P je mala nepravilna galaksija otkrivena 2013. godine. Udaljeno je samo 0,4 Mpc od Sextansa B, pa se smatra članom ove skupine. Najudaljeniji je član od svih, s udaljenostom od 5,3 milijuna svjetlosnih godina.

### Antlia B
Antlia B nedavno je otkrivena mala galaksija. Poznato je da je satelit NGC 3109.
| Ime             | Vrsta      | RA ( J2000 )  | Prosinca ( J2000 ) | Redshift ( km / s ) | Prividna veličina |
| --------------- | ---------- | ------------- | ------------------ | ------------------- | ----------------- |
| NGC 3109        | SB (s) m   | 10h 03m 06.9s | -26° 09′ 34″       | 403 ± 1             | 10.4              |
| Sextans A       | IBm        | 10h 11m 00.8s | -04° 41′ 34″       | 324 ± 2             | 11.9              |
| Sextans B       | ImIV-V     | 10h 00m 00.1s | +05° 19′ 56″       | 300 ± 0             | 11.9              |
| Patuljak Antlia | dSph / Irr | 10h 04m 03.9s | -27° 19′ 55″       | 362 ± 0             | 15,67 ± 0,02      |
| Leo P.          | Irr        | N / A         | N / A              | N / A               | 18B               |
| Antlia B        | N / A      | N / A         | N / A              | N / A               | N / A             |